# 广义圆
广义圆是近代几何中的一个概念，表示直线和圆的集合。广义圆的概念主要出现在反演几何里。圆和直线的反演有着相似的性质，因此在反演几何里可以将两者合并为一类，以方便研究。
平面上的反演几何假设平面是由普通的欧几里得平面和一个无穷远点组成。在反演几何中，直线的定义是欧几里得直线加上无穷远点，成为一个经过无穷远点，半径为无穷大的圆。